# Liste der Baudenkmäler in Kammeltal

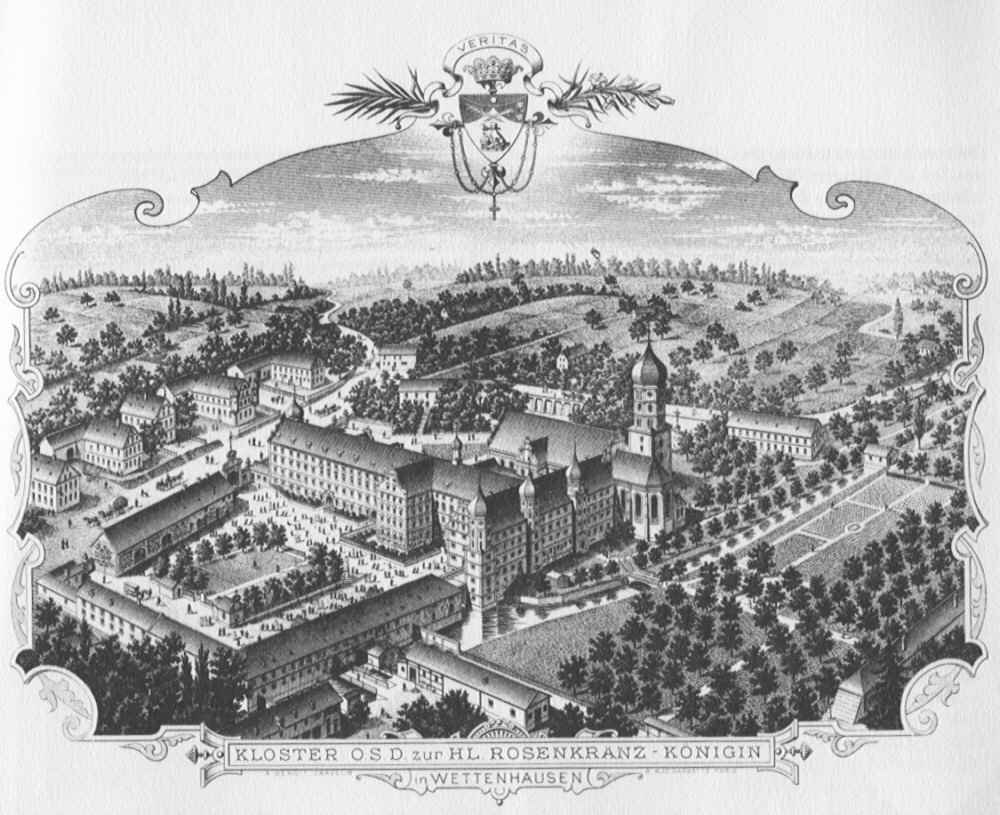
Alte Ansicht des Klosters Wettenhausen

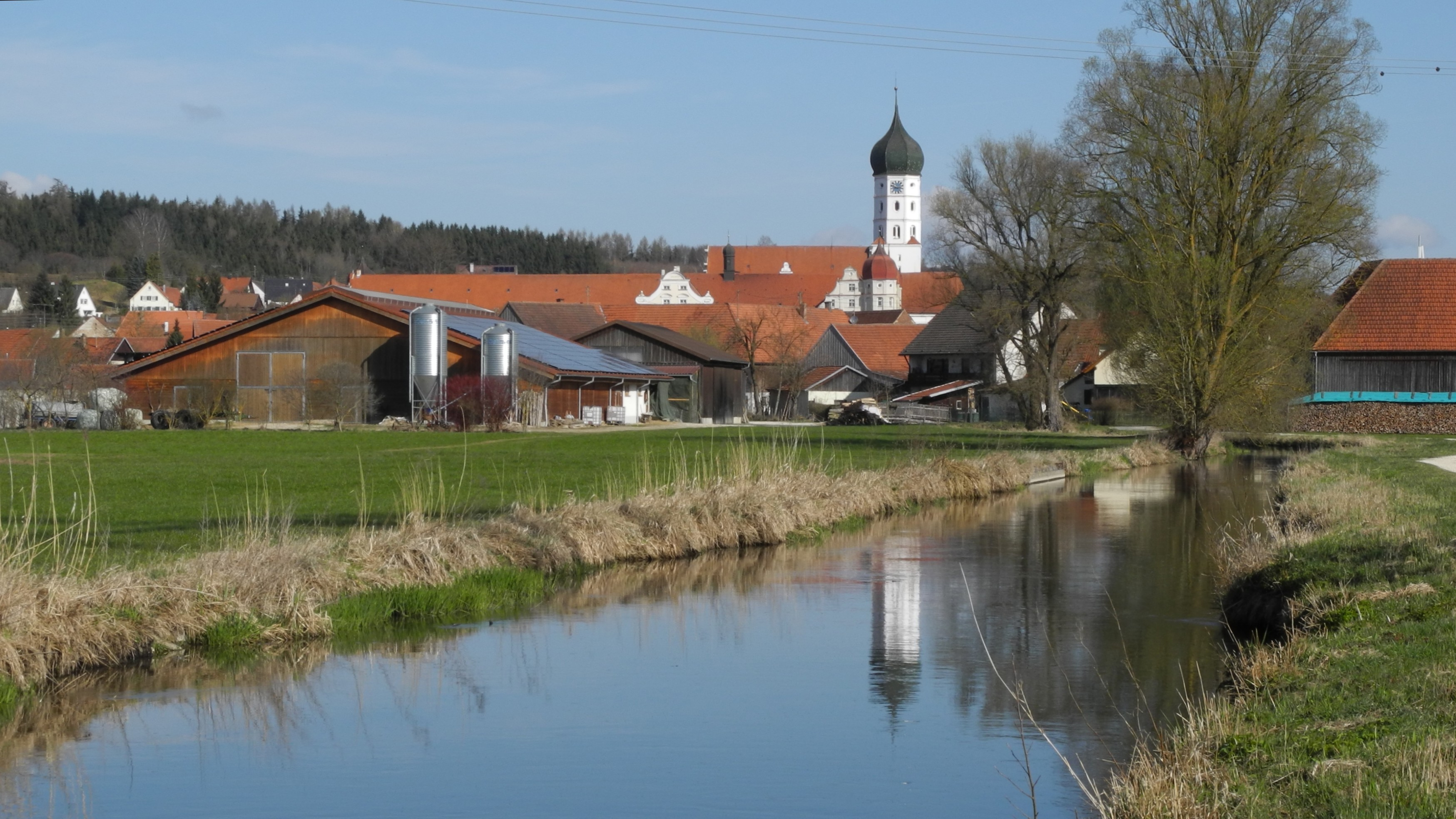
Kammel mit Kloster Wettenhausen

Auf dieser Seite sind die Baudenkmäler in der schwäbischen Gemeinde Kammeltal zusammengestellt. Diese Tabelle ist eine Teilliste der Liste der Baudenkmäler in Bayern. Grundlage ist die Bayerische Denkmalliste, die auf Basis des Bayerischen Denkmalschutzgesetzes vom 1. Oktober 1973 erstmals erstellt wurde und seither durch das Bayerische Landesamt für Denkmalpflege geführt wird. Die folgenden Angaben ersetzen nicht die rechtsverbindliche Auskunft der Denkmalschutzbehörde.

## Ensembles

### Ensemble Kloster Wettenhausen

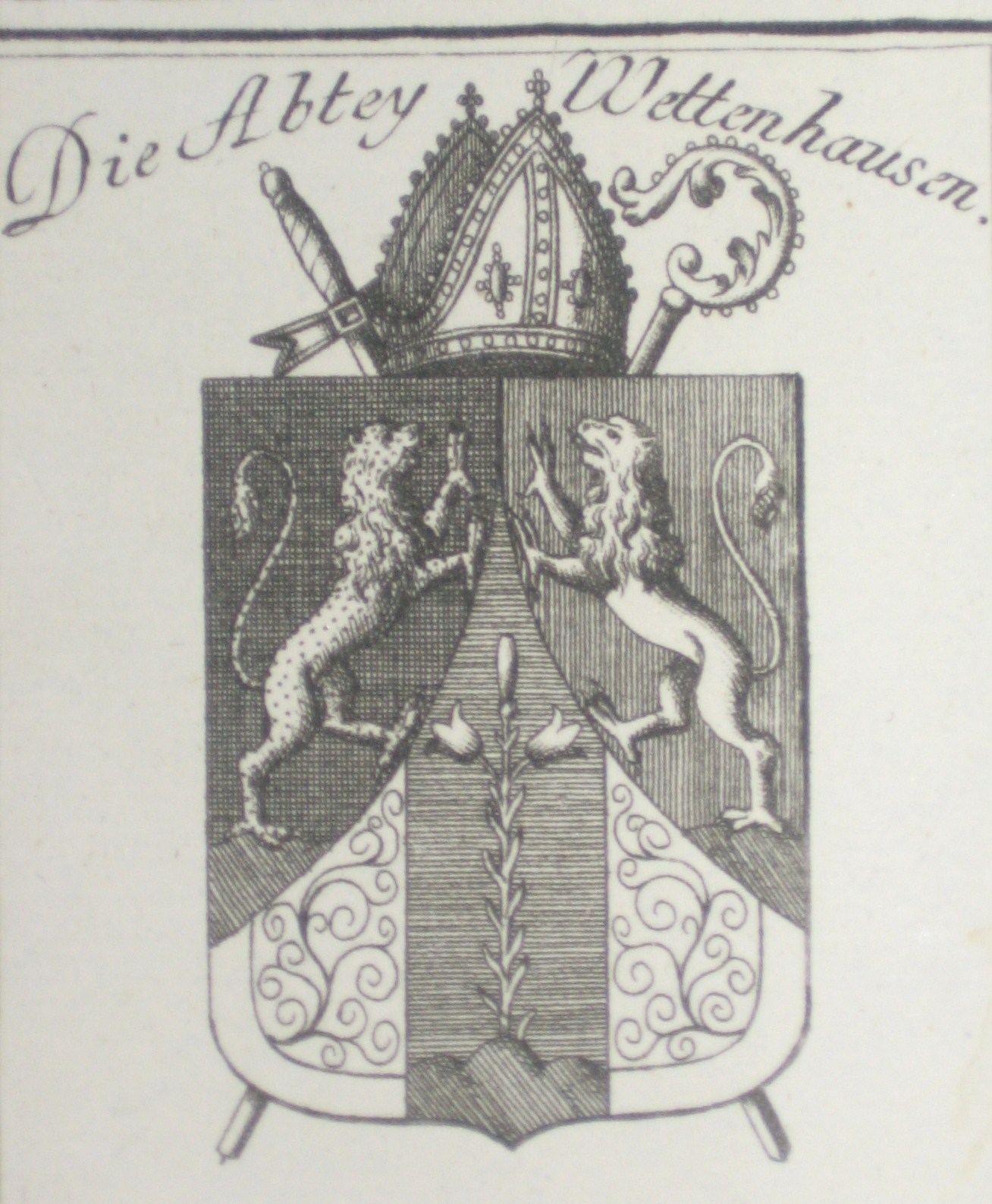
Wappen der Abtei Wettenhausen

Das Ensemble umfasst das um 1130 gegründete Chorherrenstift Wettenhausen mit der ehemaligen Stifts-, jetzigen Pfarrkirche des 16./17. Jahrhunderts, mit dem im Kern romanischen Kreuzgang und den weiteren, meist dem 17. Jahrhundert entstammenden Konvents- und Wirtschaftsbauten sowie der Bebauung der Dorfstraße in dem Bereich, der die Westseite des Klosterbezirks tangiert.
Von schlossartigem Äußeren, beherrscht die Stiftsanlage den Ort und die Umgebung; in dem repräsentativen Charakter manifestiert sich der 1566 erlangte Status der Reichsunmittelbarkeit des Stifts, das 60 Jahre nach der Säkularisation, 1865, als Dominikanerinnenkloster wiederbelebt wurde. Längs der Straße ordnen sich Giebelhäuser in offener Bebauung dem Stiftsbezirk zu; es handelt sich meist um Anlagen des 17./18. Jahrhunderts, die der weltlichen Verwaltung des Klosterterritoriums dienten, wie die Vogtei (Schulstraße 2) und das Amtshaus (Dossenbergerstraße 55), darüber hinaus um Gasthöfe.
Aktennummer: E-7-74-145-1

## Baudenkmäler nach Ortsteilen

### Behlingen
| Lage                            | Objekt                              | Beschreibung | Akten-Nr.              | Bild           |
| ------------------------------- | ----------------------------------- | --- | ---------------------- | -------------- |
| Max-Schmid-Straße 43 (Standort) | Bauernhaus                          | zweigeschossiger giebelständiger Satteldachbau mit Giebelgliederung, 2. Viertel 19. Jahrhundert.                                                                                               | D-7-74-145-33 Wikidata | Bauernhaus     |
| Max-Schmid-Straße 74 (Standort) | Kapelle Maria Trost                 | kleiner Rundbau mit geschwellter Kuppelhaube und Laternenaufsatz mit Zwiebelhaube, 1699, Zugang 1968 verändert.                                                                                | D-7-74-145-34 Wikidata | weitere Bilder |
| Stefanstraße 6 (Standort)       | Katholische Pfarrkirche St. Stephan | Saalbau mit eingezogenem Chor mit Dreiseitschluss, südlich angestellter Turm mit welscher Haube, im Kern spätgotisch um 1500, Umbau und Turmobergeschoss um 1600, 1955 erhöht; mit Ausstattung | D-7-74-145-31 Wikidata | weitere Bilder |
| Stefanstraße 10 (Standort)      | Pfarrhaus                           | zweigeschossiger Walmdachbau, 1783 von Joseph Dossenberger d. J. | D-7-74-145-32 Wikidata | Pfarrhaus      |

### Egenhofen
| Lage                    | Objekt                                      | Beschreibung | Akten-Nr.              | Bild                                        |
| ----------------------- | ------------------------------------------- | --- | ---------------------- | ------------------------------------------- |
| Dorfstraße 8 (Standort) | Katholische Filialkirche Hl. Dreifaltigkeit | schlanker Satteldachbau mit eingezogenem halbrund schließendem Chor und Volutengiebel, Dachreiterturm mit Zwiebelhaube, 1689, wohl von Valerian Brenner, 1769 durch Joseph Dossenberger d. J. umgestaltet; mit Ausstattung | D-7-74-145-35 Wikidata | Katholische Filialkirche Hl. Dreifaltigkeit |

### Ettenbeuren
| Lage                                                             | Objekt                                      | Beschreibung | Akten-Nr.             | Bild |
| ---------------------------------------------------------------- | ------------------------------------------- | --- | --------------------- | --- |
| Ichenhauser Straße 10 (Standort)                                 | Gasthaus zum Adler                          | zweigeschossiger stattlicher Satteldachbau als Fachwerkständerbau mit vorkragendem Giebel, Erdgeschoss teilweise später versteinert, bezeichnet 1761 (im Dachtragwerk), zweigeschossiger massiver Erweiterungsbau mit Walmdach, vor 1820, in der 2. Hälfte des 19. Jahrhunderts überformt; eiserner Ausleger, Ende 18. Jahrhundert. | D-7-74-145-3 Wikidata | Gasthaus zum Adler |
| Ichenhauser Straße 17 (am westlichen Ufer der Kammel) (Standort) | Grenzstein mit Wettenhausener Klosterwappen | vierkantige Stele mit Basis und gerundetem Aufsatz, mit Wettenhausener Klosterwappen, bezeichnet 1611 | D-7-74-145-4 Wikidata | [[Vorlage:Bilderwunsch/code!/C:48.37038,10.35758!/D:Ichenhauser Straße 17 (am westlichen Ufer der Kammel), Grenzstein mit Wettenhausener Klosterwappen!/\|BW]] |
| Kirchenweg 6 (Standort)                                          | Kapelle                                     | offener Satteldachbau mit Halbrundapsis in der südlichen Friedhofsmauer, Mitte 20. Jahrhundert; mit Ausstattung | D-7-74-145-2 Wikidata | Kapelle |
| Kirchenweg 6 (Standort)                                          | Katholische Pfarrkirche Mariä Himmelfahrt   | Saalbau mit Walmdach und eingezogenem Chor mit Dreiseitschluss, im Kern gotisch, Instandsetzung des Chors und Neubau des Turms mit oktogonalem Obergeschoss und Zwiebelhaube 1672–84 von Michael Thumb, 1764/66 von Joseph Dossenberger d. J. tiefgreifend umgestaltet; mit Ausstattung                                             | D-7-74-145-1 Wikidata | weitere Bilder |
| Ritter-von-Rot-Platz (Standort)                                  | Katholische Feldkapelle                     | schmaler Satteldachbau mit eingezogener halbrunder Apsis und Dachreiter mit Zwiebelhaube, 1909 | D-7-74-145-5 Wikidata | weitere Bilder |

### Goldbach
| Lage                                | Objekt                 | Beschreibung | Akten-Nr.             | Bild                   |
| ----------------------------------- | ---------------------- | --- | --------------------- | ---------------------- |
| Sankt-Wendelin-Straße 31 (Standort) | Kapelle Sankt Wendelin | Satteldachbau mit halbrund schließender Apsis ohne Einzug, mit Dachreiter, weitgehender Neubau 1963, nach Vorbild des Vorgängerbaues von 1797; mit Ausstattung | D-7-74-145-6 Wikidata | Kapelle Sankt Wendelin |

### Hammerstetten
| Lage                                        | Objekt                                  | Beschreibung | Akten-Nr.             | Bild           |
| ------------------------------------------- | --------------------------------------- | --- | --------------------- | -------------- |
| Johann-Baptist-Enderle-Straße 18 (Standort) | Katholische Filialkirche Sankt Nikolaus | Rechteckiger Chor mit eingezogener halbrund schließender Apsis, zunächst als Kapelle errichtet, 1720 wohl von Simpert Kraemer, Anbau des längsovalen Langhauses mit Walmdach und Chorturm mit Zeltdach 1762/63 von Joseph Dossenberger d. J.; mit Ausstattung; Friedhofsummauerung, 18./19. Jahrhundert | D-7-74-145-7 Wikidata | weitere Bilder |

### Hartberg
| Lage                    | Objekt  | Beschreibung | Akten-Nr.             | Bild           |
| ----------------------- | ------- | --- | --------------------- | -------------- |
| Zur Klause 2 (Standort) | Kapelle | Satteldachbau mit Polygonalapsis ohne Einzug, mit Pilastergliederung und Dachreiter, 2. Hälfte 18. Jahrhundert; mit Ausstattung | D-7-74-145-8 Wikidata | weitere Bilder |

### Keuschlingen
| Lage                             | Objekt               | Beschreibung                                                            | Akten-Nr.             | Bild                 |
| -------------------------------- | -------------------- | ----------------------------------------------------------------------- | --------------------- | -------------------- |
| Keuschlinger Straße 8 (Standort) | Kapelle Sankt Isidor | kleiner Satteldachbau mit spitzbogigen Öffnungen, 1872; mit Ausstattung | D-7-74-145-9 Wikidata | Kapelle Sankt Isidor |

### Kleinbeuren
| Lage                             | Objekt              | Beschreibung | Akten-Nr.              | Bild           |
| -------------------------------- | ------------------- | --- | ---------------------- | -------------- |
| Ettenbeurer Straße 28 (Standort) | Kapelle Sankt Otmar | kurzer Rechteckbau mit hohem Satteldach und Dreiseitschluss ohne Einzug, Dachreiter, 1777 von Joseph Dossenberger d. J.; mit Ausstattung | D-7-74-145-10 Wikidata | weitere Bilder |

### Reifertsweiler
| Lage                         | Objekt              | Beschreibung | Akten-Nr.              | Bild           |
| ---------------------------- | ------------------- | --- | ---------------------- | -------------- |
| Reifertsweiler 24 (Standort) | Kapelle Mariä Namen | neubarocker Satteldachbau mit eingezogenem Polygonalchor und Dachreiter mit Pyramidendach, 1923; mit Ausstattung | D-7-74-145-11 Wikidata | weitere Bilder |

### Ried
| Lage                         | Objekt                                 | Beschreibung | Akten-Nr.              | Bild           |
| ---------------------------- | -------------------------------------- | --- | ---------------------- | -------------- |
| Hauptstraße 26 (Standort)    | Katholische Filialkirche Sankt Ottilia | Saalbau mit Polygonalchor und südlich angestelltem Turm mit Zwiebelhaube, 1778 von Joseph Dossenberger d. J. unter Einbeziehung des spätgotischen Chors und Turmuntergeschosses; mit Ausstattung | D-7-74-145-12 Wikidata | weitere Bilder |
| Hinter den Gärten (Standort) | Wegkapelle                             | einfacher Satteldachbau, 1972 als Kopie des Vorgängerbaus aus der Mitte des 19. Jahrhunderts errichtet; mit Ausstattung; spätmittelalterliches Sühnekreuz vom Ortsrand 1972 hierher gebracht.    | D-7-74-145-13 Wikidata | weitere Bilder |

### Unterrohr
| Lage                               | Objekt                            | Beschreibung | Akten-Nr.              | Bild                              |
| ---------------------------------- | --------------------------------- | --- | ---------------------- | --------------------------------- |
| Maria-Hilf-Weg (Standort)          | Mariahilf-Kapelle                 | Saalbau mit eingezogenem Chor mit halbrund schließender Apsis, südlich wuchtiger Turm mit Zeltdach, 1899 unter Einbeziehung einer Vorgängerkapelle der 1. Hälfte 18. Jahrhundert umgebaut und erweitert, Inneres 1932 überformt; mit Ausstattung | D-7-74-145-15 Wikidata | weitere Bilder                    |
| Ortsstraße 30 (Standort)           | Ehemaliges Wasserwerk Ichenhausen | erdgeschossiger Walmdachbau mit Putzgliederung und apsidenartiger westlicher Erweiterung, um 1910 durch die Münchener Firma Hans Gall errichtet; mit technischer Ausstattung                                                                     | D-7-74-145-36 Wikidata | Ehemaliges Wasserwerk Ichenhausen |
| Sankt-Wolfgang-Straße 4 (Standort) | Katholische Kirche Sankt Wolfgang | nördlich angestellter Turm mit Satteldach, spätgotisch um 1500, Saalbau mit eingezogenem halbrund schließenden Chor, 1691 umgebaut und erweitert; mit Ausstattung                                                                                | D-7-74-145-16 Wikidata | weitere Bilder                    |
| Zum Schlößle 3 (Standort)          | Bedienstetenhaus                  | zweigeschossiger Satteldachbau mit Gesimsgliederung, im Kern 17. Jahrhundert, Inneres im späten 19. Jahrhundert umgebaut; ehemals zum 1816 abgegangenen Schloss gehörig                                                                          | D-7-74-145-17 Wikidata | Bedienstetenhaus                  |

### Wettenhausen
| Lage                                                | Objekt                                                                            | Beschreibung | Akten-Nr.              | Bild                                                    |
| --------------------------------------------------- | --------------------------------------------------------------------------------- | --- | ---------------------- | ------------------------------------------------------- |
| Dossenbergerstraße 46 (Standort)                    | Kapelle St. Wendelin                                                              | 18./19. Jahrhundert; mit Ausstattung; im Klosterhof | D-7-74-145-20 Wikidata | Kapelle St. Wendelin                                    |
| Dossenbergerstraße 46; Kleinbeurer Weg 1 (Standort) | Ehemals Augustinerchorherrenstift, seit 1865 Dominikanerinnenkloster und Internat | Kreuzgang romanisch, um 1200, obere Geschosse 1607 ff.; Erweiterungen der Anlage von 1680 bis 1694 mit Ausbau der Propstei und des Westtrakts mit Kaisersaal; mit Ausstattung; Wirtschaftshof im Süden mit Mühle, Stallungen, Gesinde- und Speicherbauten, 17./18. Jahrhundert | D-7-74-145-20 Wikidata | weitere Bilder                                          |
| Dossenbergerstraße 47 (Standort)                    | Gasthaus zur Post                                                                 | wohl 18. Jahrhundert, Saalanbau 1929 | D-7-74-145-21 Wikidata | Gasthaus zur Post                                       |
| Dossenbergerstraße 48 (Standort)                    | Pfarrkirche St. Mariä Himmelfahrt, ehemals Augustinerchorherren-Stiftskirche      | Chor 1522/23, Turm 1514/23 und Ende 17. Jahrhundert, Barockisierung der Anlage und Neubau des Langhauses 1670 ff. durch Michael Thumb; mit Ausstattung | D-7-74-145-20 Wikidata | weitere Bilder                                          |
| Dossenbergerstraße 51 (Standort)                    | Gasthaus Adler                                                                    | Giebelbau, im Kern 17./18. Jahrhundert | D-7-74-145-22 Wikidata | Gasthaus Adler                                          |
| Dossenbergerstraße 53 (Standort)                    | Bauernhaus                                                                        | mit Fachwerkgiebel, 17. Jahrhundert; Hausfigur, 18. Jahrhundert | D-7-74-145-23 Wikidata | Bauernhaus                                              |
| Dossenbergerstraße 55 (Standort)                    | Ehemals Amtshaus, jetzt Pfarrhof                                                  | stattlicher Giebelbau mit zwei Erkertürmen, um 1680; Nebengebäude, um 1700 | D-7-74-145-24 Wikidata | Ehemals Amtshaus, jetzt Pfarrhof                        |
| Dossenbergerstraße 57 (Standort)                    | Bauernhaus                                                                        | Giebelbau mit Putzgliederungen, 18. Jahrhundert; Hausfigur, Mitte 18. Jahrhundert | D-7-74-145-25 Wikidata | Bauernhaus                                              |
| Dossenbergerstraße 59 (Standort)                    | Wohnhaus                                                                          | Walmdachbau mit Putzgliederungen, Ende 18. Jahrhundert | D-7-74-145-26 Wikidata | Wohnhaus                                                |
| am Platz eines Burgstalles (Standort)               | Kalvarienberg                                                                     | mit Hl. Grab-Kapelle, 1853 am Platz eines Burgstalles errichtet; mit Ausstattung | D-7-74-145-30 Wikidata | weitere Bilder                                          |
| Kleinbeurer Weg 1 (Standort)                        | Ehemalige Klosterstallungen und Scheune, jetzt Wohnhaus                           | Walmdachbau, 18. Jahrhundert | D-7-74-145-27 Wikidata | Ehemalige Klosterstallungen und Scheune, jetzt Wohnhaus |
| Schulstraße 2 (Standort)                            | Ehemals Vogtei                                                                    | Giebelbau mit Eckstreben und Putzgliederungen, 17. Jahrhundert und 1768 | D-7-74-145-28 Wikidata | Ehemals Vogtei                                          |
| Schulstraße 3 (Standort)                            | Ehemaliger Friedhof mit Katholischer Friedhofskirche Sankt Patritius              | 1713; mit Ausstattung | D-7-74-145-29 Wikidata | weitere Bilder                                          |